# Диблинг, Тайлер
Та́йлер-Джей Ро́берт Ди́блинг (англ. Tyler-Jay Robert Dibling; родился 17 февраля 2006, Эксетер, Англия) — английский футболист, вингер клуба «Саутгемптон».

## Клубная карьера
Воспитанник «Саутгемптона», 7 мая 2022 года Диблинг впервые попал в заявку клуба на матч Премьер-лиги против «Брентфорда», однако на поле не появился.
8 июля 2022 года после 10 лет в «Саутгемптоне» перешёл в академию «Челси», однако всего 2 месяца спустя вернулся в «Саутгемптон». 22 февраля 2023 года подписал первый профессиональный контракт с клубом сроком до июня 2026 года.
8 августа 2023 года в матче Кубка лиги против «Джиллингема» Тайлер дебютировал за «Саутгемптон». 17 августа 2024 года впервые сыграл в Премьер-лиге, выйдя на замену в матче против клуба «Ньюкасл Юнайтед». 21 сентября 2024 года Диблинг вышел в стартовом составе на матч чемпионата Англии против клуба «Ипсвич Таун» и забил свой первый гол в профессиональной карьере, принеся «Саутгемптону» ничью.

## Карьера в сборной
Выступал за сборные Англии до 16, до 17 и до 18 лет.

## Статистика выступлений

### Клубная статистика
| Выступление      | Выступление      | Выступление      | Лига | Лига | Кубок | Кубок | Кубок лиги | Кубок лиги | Итого | Итого |
| Клуб             | Лига             | Сезон            | Игры | Голы | Игры  | Голы  | Игры       | Голы       | Игры  | Голы  |
| ---------------- | ---------------- | ---------------- | ---- | ---- | ----- | ----- | ---------- | ---------- | ----- | ----- |
| Саутгемптон      | Чемпионшип       | 2023/24          | 1    | 0    | 3     | 0     | 1          | 0          | 5     | 0     |
| Саутгемптон      | Премьер-лига     | 2024/25          | 33   | 2    | 2     | 2     | 3          | 0          | 38    | 4     |
| Саутгемптон      | Чемпионшип       | 2025/26          | 1    | 0    | 0     | 0     | 0          | 0          | 1     | 0     |
| Саутгемптон      | Итого            | Итого            | 35   | 2    | 5     | 2     | 4          | 0          | 44    | 4     |
| Всего за карьеру | Всего за карьеру | Всего за карьеру | 35   | 2    | 5     | 2     | 4          | 0          | 44    | 4     |